# Old Town Records

Firmenlogo ab 1958

Old Town Records war ein Independent-Label für Schallplatten mit Sitz in New York City, das zwischen 1953 und 1966 existierte.

## Geschichte
Die Plattenfirma wurde 1953 von dem rumänischstämmigen Hyman Weiss (der 2011 starb) gegründet, der später auch seinen Bruder Sam in die Firma aufnahm. Old Town war zunächst in der New Yorker 125. Straße ansässig und ließ sich 1960 nach mehreren Umzügen in der Tenth Avenue nieder. Das Label konzentrierte auf die Stilrichtung Rhythm and Blues und nahm hauptsächlich Interpreten aus der New Yorker Region unter Vertrag. Da Weiss gute Kontakte zum Diskjockey Alan Freed hatte, konnte er die Old-Town-Platten bei den populären New Yorker Radiostationen WABC und WINS abspielen lassen.
Die erste Schallplatte wurde 1953 mit der Harlemer High-School-Gruppe The Five Crowns veröffentlicht, unter der Katalog-Nummer 790 enthielt sie die beiden Titel Good Luck Darling / You Could Be My Love. 1954 nahm Weiss die neu formierte Gruppe The Solitaires unter Vertrag und begann mit der ersten Platte Blue Valentine / Wonder Why eine neue Katalognummern-Serie, die mit 1000 begann. Mit den Solitaires begannen auch die ersten Verkaufserfolge, und ab 1958 konnten sich Old-Town-Platten in den Billboard Hot 100 platzieren. Den Anfang machte der Robert & Johnny-Titel We Belong Together, der Rang 32 erreichte. Als einziger Old-Town-Interpret gelang Billy Bland der Sprung in die Top-10-Charts. Mit dem 1960 veröffentlichten Titel Let the Little Girl Dance erreichte er in den Billboard Hot 100 den 7. Platz. Erfolgreichster Titel wurde jedoch There's a Moon Out Tonight, im Herbst 1960 mit den Capris herausgebracht. Er erreichte am 27. Februar 1961 mit Platz drei seine Spitzenposition.
Ab 1963 stagnierte der Verkauf der Old-Town-Platten. Lediglich Arthur Prysock konnte sich auf hinteren Plätzen in den Charts behaupten. Mit seiner Single Because / Let It Be Me (# 1196) stellte Old Town 1966 seinen Betrieb vorläufig ein. In den 1970er Jahren erschienen noch einmal einige Platten mit Arthur Prysock unter dem Old-Town-Label, bis es 1978 endgültig vom Markt verschwand. Zwischen 1953 und 1966 veröffentlichte Old Town knapp über 200 Singles und etwa 20 Langspielplatten. Sein Gründer Hyman Weiss starb am 21. März 2007 in Englewood, New Jersey.

## Old-Town-Singles bei Billboard

Plattenlabel ab 1962

| Kat.Nr. | Interpret         | Titel                      | Hot 100 | R&B | Jahr |
| ------- | ----------------- | -------------------------- | ------- | --- | ---- |
| 1047    | Robert and Johnny | We Belong Together         | 32.     |     | 1958 |
| 1052    | Robert and Johnny | I Believe in You           | 93.     |     | 1958 |
| 1062    | The Fiestas       | So Fine                    | 11.     | 3.  | 1958 |
| 1122    | The Fiestas       | Broken Heart               | 81.     | 18. | 1962 |
| 1076    | Billy Bland       | Let the Little Girl Dance  | 7.      | 11. | 1960 |
| 1079    | Arthur Prysock    | The Very Thought of You    |         | 19. | 1960 |
| 1082    | Billy Bland       | You Were Born to Be Loved  | 94.     |     | 1960 |
| 1088    | Billy Bland       | Harmony                    | 91.     |     | 1960 |
| 1094    | The Capris        | There's a Moon Out Tonight | 3.      |     | 1960 |
| 1099    | The Capris        | Where I Fell in Love       | 74.     |     | 1961 |
| 1106    | Arthur Prysock    | One More Time              |         | 30. | 1961 |
| 1105    | Billy Bland       | My Heart's on Fire         | 90.     |     | 1961 |
| 1107    | The Capris        | Girl in My Dreams          | 92.     |     | 1961 |
| 1113    | Larry Finnegan    | Dear One                   | 11.     |     | 1961 |
| 1130    | The Earls         | Remember Then              | 24.     | 29. | 1963 |
| 1180    | The Gypsies       | Jerk It                    |         | 33. | 1965 |